# Cryptandra pendula
Cryptandra pendula är en brakvedsväxtart som beskrevs av Barbara Lynette Rye. Cryptandra pendula ingår i släktet Cryptandra och familjen brakvedsväxter. Inga underarter finns listade i Catalogue of Life.